# Roberto Laiseka
Roberto Laiseka Jaio (Guernica, 17 juni 1969) is een voormalig Spaans wielrenner. Hij was beroepsrenner tussen 1994 en 2006.

## Loopbaan
De in Guernica geboren Roberto Laiseka werd beroepsrenner in 1994 bij het toen net opgerichte Euskadi, het latere Euskaltel. Hij zou zijn hele professionele loopbaan, gedurende 13 seizoenen, voor deze ploeg blijven rijden.
Laiseka reed jarenlang onopvallend in het peloton, totdat hij in 1999 plotseling op begon te vallen: hij werd tweede in de Ronde van Asturië en zesde in zowel de Ronde van het Baskenland als de Euskal Bizikleta. In september 1999 behaalde hij zijn eerste profzege, een bergetappe in de Ronde van Spanje. 
Een jaar later, in de Ronde van Spanje van 2000, won hij nogmaals een etappe en werd hij bovendien zesde in het eindklassement; een opzienbarende prestatie, aangezien Laiseka vooral een klimmer was en doorgaans veel tijd verloor op het vlakke en in tijdritten.
Toen zijn ploeg in 2001 in de Ronde van Frankrijk mocht debuteren, stelde Laiseka de organisatie niet teleur en won hij een etappe in de Pyreneeën, nadat hij twee dagen eerder al tweede was geworden. Tijdens zijn overwinning werd hij aangemoedigd door duizenden Basken, gekleed in de oranje kleuren van zijn ploeg. Hierna begon Laiseka's vorm langzaam maar zeker minder te worden en ging hij steeds vaker in dienst rijden van jongere ploeggenoten, zoals Iban Mayo en Haimar Zubeldia. Met een etappezege in de Euskal Bizikleta in 2004 behaalde hij wel nog de vierde overwinning in zijn loopbaan.
In 2005 won Laiseka het bergklassement in de Ronde van Zwitserland. Later dat jaar won hij tevens, voor de derde keer in zijn carrière, een etappe in de Ronde van Spanje. In 2006 stopte Laiseka noodgedwongen met wielrennen nadat hij bij een val in de Ronde van Italië een knieblessure opliep.

## Belangrijkste overwinningen
1999
- 19e etappe Ronde van Spanje

2000
- 11e etappe Ronde van Spanje

2001
- 14e etappe Ronde van Frankrijk

2004
- 5e etappe Euskal Bizikleta

2005
- Bergklassement Ronde van Zwitserland
- 11e etappe Ronde van Spanje

## Resultaten in voornaamste wedstrijden
| Jaar | Ronde van Italië | Ronde van Frankrijk | Ronde van Spanje |
| ---- | ---------------- | ------------------- | ---------------- |
| 1994 |                  |                     | 54e              |
| 1995 |                  |                     | 76e              |
| 1996 |                  |                     | 79e              |
| 1997 |                  |                     | 54e              |
| 1998 |                  |                     | opgave           |
| 1999 |                  |                     | 18e (1)          |
| 2000 |                  |                     | 6e (1)           |
| 2001 |                  | 28e (1)             | 12e              |
| 2002 |                  | 46e                 | opgave           |
| 2003 |                  | 18e                 | 60e              |
| 2004 |                  |                     | 54e              |
| 2005 | 52e              |                     | 21e (1)          |
| 2006 | opgave           |                     |                  |

| Jaar | Milaan-San Remo | Ronde van Lombardije |  | WK op de weg |  | Wereldranglijsten |
| ---- | --------------- | -------------------- |  | ------------ |  | ----------------- |
| 1994 |                 |                      |  |              |  |                   |
| 1995 |                 |                      |  |              |  |                   |
| 1996 |                 |                      |  |              |  |                   |
| 1997 |                 |                      |  |              |  |                   |
| 1998 |                 |                      |  |              |  |                   |
| 1999 |                 |                      |  | 37e          |  |                   |
| 2000 |                 |                      |  | 64e          |  |                   |
| 2001 |                 |                      |  |              |  |                   |
| 2002 |                 |                      |  |              |  |                   |
| 2003 |                 |                      |  |              |  |                   |
| 2004 |                 |                      |  |              |  |                   |
| 2005 | 158e            | 88e                  |  |              |  | 149e (UPT)        |
| 2006 |                 |                      |  |              |  |                   |